# Produto (química)
Produtos são espécies que se formam de reações químicas, ou, em outros termos, um produto é uma substância que forma-se como o resultado de reações químicas ou biológicas (em reações que são bioquímicas). Durante uma reação química reagentes são transformados em produtos após passarem por um estado de transição de alta energia. Este processo resulta no consumo dos reagentes. Pode ser um reação espontânea ou mediado por catalisadores que diminuem a energia do estado de transição e por solventes que fornecem o ambiente químico necessário para a reação ocorrer. Quando representados em equações químicas, os produtos são desenhados por convenção do lado direito, mesmo no caso de reações reversíveis.  As propriedades de produtos, como suas energias, ajudam a determinar várias características de uma reação química, como se a reação é exergônica ou endergônica. Além disso, as propriedades de um produto podem facilitar a extração e a purificação após uma reação química, especialmente se o produto tiver um estado da matéria diferente dos reagentes. Reagentes são materiais moleculares usados para criar reações químicas. Os átomos não são criados ou destruídos. Os materiais são reativos e os reagentes são reorganizados durante uma reação química. Como um exemplo de reagentes: CH4 + O2. Um não exemplo é CO2 + H2O ou "energia".
Enquanto o produto final de algumas reações pode ser o resultado de reações relativamente rápidas, de nanossegundos a segundos, equilíbrios químicos em sistemas complexos podem requerer anos ou mesmo séculos para serem estabelecidos. Por exemplo, o tempo para equilíbrios em sistemas de água subterrânea com múltiplos componentes podem ser da escala de milênios. Quando uma alteração química ocorre, reagentes são rearranjados. O resultado destes rearranjos é a formação de novas e diferentes substâncias (produtos) também tendo o efeito a continuidade da mudança.
Dependendo das quantidades dos reagentes e do equilíbrio da reação, as noções "reagente" e "produto" podem se inverter.
| Reação espontânea {\displaystyle R\rightarrow P} - Onde R é reagente e P é produto. | Reação catalisada {\displaystyle R+C\rightarrow P+C} - Onde R é reagente e P é produto e C é catalisador. |

Grande parte da pesquisa química é focada na síntese química e na caracterização de produtos benéficos, bem como na detecção e remoção de produtos indesejáveis. Os químicos sintéticos podem ser subdivididos em químicos de pesquisa que projetam novos produtos químicos e pioneiros em novos métodos para sintetizar produtos químicos, bem como químicos de processo que aumentam a produção química e a tornam mais segura, ambientalmente sustentável e mais eficiente.  Outros campos incluem químicos de produtos naturais que isolam produtos criados por organismos vivos e depois caracterizam e estudam esses produtos.  Assim como produtos derivados de quimurgia, aplicando reações químicas sobre produtos de origem agrícolas.

## Determinação da reação
Os produtos de uma reação química influenciam vários aspectos da reação. Se os produtos tiverem menos energia do que os reagentes, a reação liberará excesso de energia, tornando-a uma reação exergônica. Tais reações são termodinamicamente favoráveis e tendem a acontecer por conta própria. Se a cinética da reação for alta o suficiente, no entanto, a reação poderá ocorrer muito lentamente para ser observada, ou sequer ocorrer. É o caso da conversão de diamante em grafite de menor energia à pressão atmosférica; em tal reação, o diamante é considerado metaestável e não será observado convertendo-se em grafite..
Se os produtos são mais energéticos do que os reagentes, a reação exigirá que a energia seja realizada e, portanto, é uma reação endergônica. Além disso, se o produto for menos estável que um reagente, a suposição de Leffler sustenta que o estado de transição será mais parecido com o produto do que com o reagente. Às vezes, o produto difere significativamente o suficiente do reagente para que seja facilmente purificado após a reação, como quando um produto é insolúvel e precipita na solução enquanto os reagentes permanecem dissolvidos.

## História
Desde meados do século XIX, os químicos têm se preocupado cada vez mais com a síntese de produtos químicos. Disciplinas focadas no isolamento e caracterização de produtos, como os produtos químicos derivados de produtos naturais, permanecem importantes para o campo, e a combinação de suas contribuições com os produtos químicos sintéticos resultou em grande parte da estrutura pela qual a química é hoje entendida.
Grande parte da química sintética se preocupa com a síntese de novos produtos químicos, como ocorre no projeto e na criação de novos medicamentos, bem como com a descoberta de novas técnicas sintéticas. A partir do início da década de 2000, desenvolveu-se uma visão de que a química de processos tenha começado a emergir como um campo distinto da química sintética, como campo focado na expansão da síntese química para os níveis industriais, além de encontrar maneiras de tornar esses processos mais eficientes, seguros e ambientalmente responsáveis.

## Bioquímica

Conversação do açúcar dissacarídeo lactose (substrato) em açúcares monossacarídeos (produtos) por lactase (enzima).

Em bioquímica, enzimas atuam como catalisadores biológicos convertendo substrato a produtos. Por exemplo, os produtos da enzima lactase são galactose e glucose, que são produzidos a partir do substrato lactose.
{\displaystyle S+E\rightarrow P+E}
- Onde S é substrato, P é produto e E é enzima.

### Promiscuidade de produto
Algumas enzimas exibem uma forma de promiscuidade onde eles convertem um único substrato em vários produtos diferentes. Isso ocorre quando a reação ocorre através de um estado de transição de alta energia que pode conduzir a uma variedade de produtos químicos diferentes.

### Inibição de produto
Algumas enzimas são inibidas pelo produto de sua ação catalítica que liga-se à enzima e reduz sua atividade. Isso pode ser importante na regulação do metabolismo como uma forma de realimentação negativa (feedback negativo) controlando vias metabólicas. A inibição de produto também é um tópico importante em biotecnologia, pois superar esse efeito pode aumentar o rendimento de um produto.